# Gongropteryx cinerascens
Gongropteryx cinerascens är en fjärilsart som beskrevs av Aurivillius 1925. Gongropteryx cinerascens ingår i släktet Gongropteryx och familjen mätare. Inga underarter finns listade i Catalogue of Life.